# 南河原 (行田市)
南河原（みなみかわら）は、埼玉県行田市の大字。郵便番号は361-0084。

## 地理
埼玉県の北東部に位置する。

## 歴史
南河原は古くは太田庄忍領に属し、その名は北河原に対するもので、寿永の頃には河原太郎高直が領した。
1977年に刊行された『部落』によると、部落問題について全解連の吉野という男性は「南河原村は750戸のうち3分の1が部落である。村長も二代にわたり部落出身、スリッパ全国一の生産地である。村全体がこれによって生計は半分まかなっている」と語っている。

## 経済
産業としては、かつて生産量全国一の地位を築き上げたスリッパ生産をはじめ紙加工、食品製造がある。

## 地域

### 施設
教育
- 南河原幼稚園
- 行田市立南河原小学校
- 行田市立南河原中学校

宗教
- 観福寺（高野山真言宗）[6]
- 河原神社[1][7]
- 八坂神社

経済
- 南河原商工会

福祉
- 老人福祉センター 南河原荘

人権
- 南河原隣保館[8]

## 出身人物
- 今村高之助（篤農家[9]、南河原村長、北埼玉郡会議員）
- 今村延雄（南河原村長、同村農業委員会長）[10]
- 沢田仁三（スリッパ製造、南河原村長）
- 吉野都美男（スリッパ製造、南河原村長）
- 吉野一之助（履物表[11]、農業、南河原村長、埼玉県会議員[12]）

## 名所・旧跡
- 観福寺の石塔婆[1]
- 馬見塚橋[1]